# Точильщики неполноусые
Точильщики неполноусые (лат. Oligomerus) — род жесткокрылых насекомых семейства точильщиков. В ископаемом состоянии известен из олигоценовых отложений США.

## Описание
Надкрылья с мало углублёнными бороздками, точки которых не образуют вполне правильных рядов. Переднеспинка высоко выпуклая, но без резкого бугра или горбовидного выступа, на боках правильно закруглённая. Передние тазики соприкасающиеся.

## Систематика
В составе рода:
- Oligomerus alternans LeConte, 1865
- Oligomerus angusticollis White, 1976
- Oligomerus brevipilis Fall, 1905
- Oligomerus brunneus (Olivier, 1790)
- Oligomerus californicus Fall, 1905